# 20268 Racollier
A 20268 Racollier (ideiglenes jelöléssel 1998 FC28) a Naprendszer kisbolygóövében található aszteroida. A LINEAR projekt keretében fedezték fel 1998. március 20-án.